# 탤리에신 웨스트

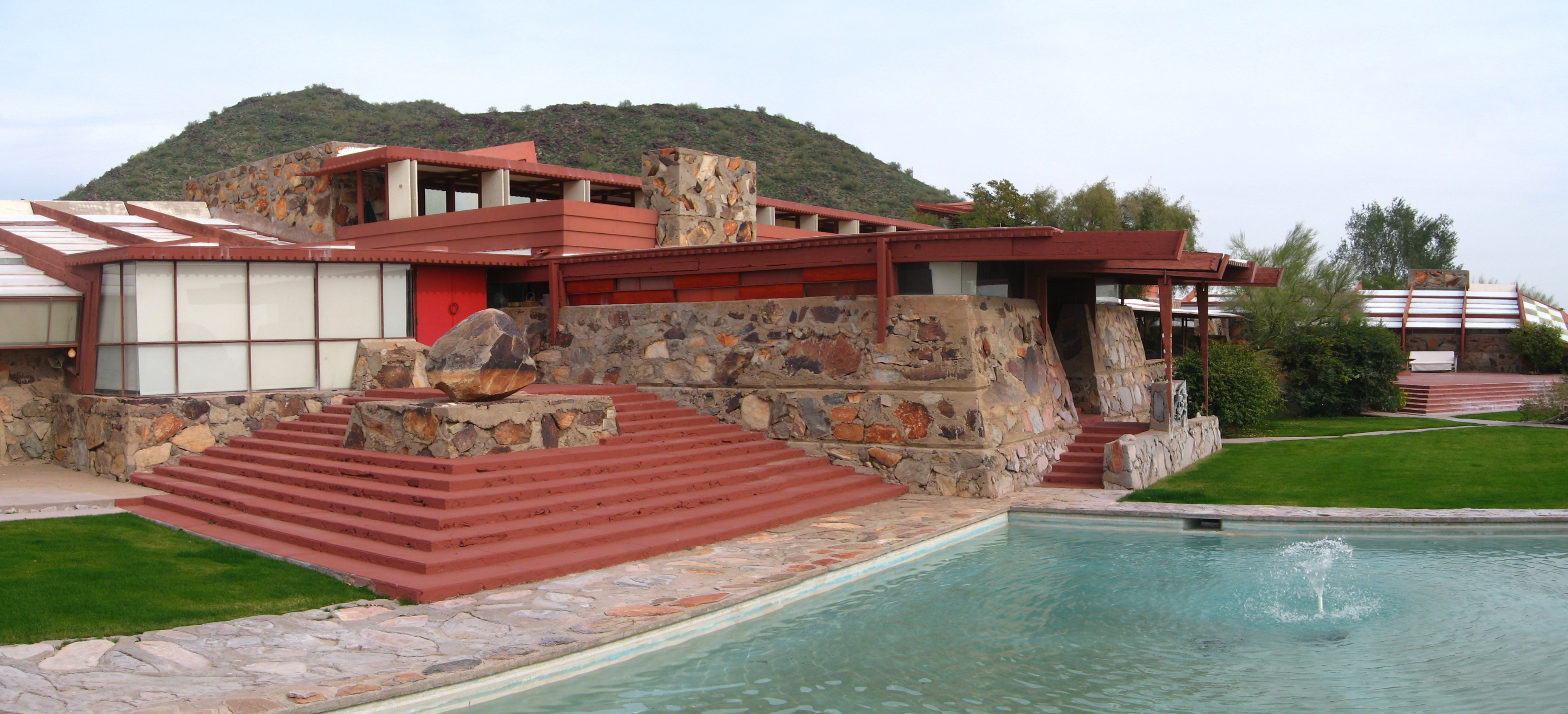
탈리어센 웨스트

탈리어센 웨스트(Taliesin West)는 프랭크 로이드 라이트의 겨울철용 집으로, 1936년 이후 미국 애리조나주에 세워졌다. 1974년 국립사적지로 지정되었고, 1982년 국립역사기념물로 지정되었다.